# Bumacris leveri
Bumacris leveri är en insektsart som beskrevs av Boris Petrovich Uvarov 1937. Bumacris leveri ingår i släktet Bumacris och familjen gräshoppor. Inga underarter finns listade i Catalogue of Life.